# Saison 2018 de l'équipe cycliste Wilier Triestina-Selle Italia
La saison 2018 de l'équipe cycliste Wilier Triestina-Selle Italia est la dixième de cette équipe.

## Préparation de la saison 2018

### Arrivées et départs
| Arrivées          | Équipe 2017                          |
| ----------------- | ------------------------------------ |
| Simone Bevilacqua | Zalf Euromobil Désirée Fior          |
| Marco Coledan     | Trek-Segafredo                       |
| Luca Pacioni      | Androni-Sidermec-Bottecchia          |
| Luca Raggio       | Viris Maserati Sisal Chiaravalli L&L |
| Massimo Rosa      | Hopplà-Petroli Firenze               |
| Simone Velasco    | Bardiani CSF                         |
| Edoardo Zardini   | Bardiani CSF                         |

| Départs            | Équipe 2018                 |
| ------------------ | --------------------------- |
| Julen Amézqueta    | Caja Rural-Seguros RGA      |
| Rafael Andriato    |                             |
| Manuel Belletti    | Androni Giocattoli-Sidermec |
| Alberto Cecchin    | retraite                    |
| Matteo Draperi     | Sangemini-MG.Kvis           |
| Gilbert Ducournau  |                             |
| Andrea Fedi        | retraite                    |
| Yonder Godoy       |                             |
| Daniel Martínez    | EF Education First-Drapac   |
| Cristian Rodríguez | Caja Rural-Seguros RGA      |
| Mirko Tedeschi     |                             |

## Coureurs et encadrement technique

### Effectif
| Cycliste          | Date de naissance | Nationalité | Équipe 2017                          |  |
| ----------------- | ----------------- | ----------- | ------------------------------------ |  |
| Liam Bertazzo     | 17 février 1992   | Italie      | Wilier Triestina-Selle Italia        |  |
| Simone Bevilacqua | 22 février 1997   | Italie      | Zalf Euromobil Désirée Fior          |  |
| Matteo Busato     | 20 décembre 1987  | Italie      | Wilier Triestina-Selle Italia        |  |
| Marco Coledan     | 22 août 1988      | Italie      | Trek-Segafredo                       |  |
| Miguel Flórez     | 21 février 1996   | Colombie    | Wilier Triestina-Selle Italia        |  |
| Giuseppe Fonzi    | 2 août 1991       | Italie      | Wilier Triestina-Selle Italia        |  |
| Ilia Koshevoy     | 20 mars 1991      | Biélorussie | Wilier Triestina-Selle Italia        |  |
| Jakub Mareczko    | 30 avril 1994     | Italie      | Wilier Triestina-Selle Italia        |  |
| Jacopo Mosca      | 29 août 1993      | Italie      | Wilier Triestina-Selle Italia        |  |
| Luca Pacioni      | 13 août 1993      | Italie      | Androni-Sidermec-Bottecchia          |  |
| Filippo Pozzato   | 10 septembre 1981 | Italie      | Wilier Triestina-Selle Italia        |  |
| Luca Raggio       | 26 mars 1995      | Italie      | Viris Maserati Sisal Chiaravalli L&L |  |
| Massimo Rosa      | 9 décembre 1995   | Italie      | Hopplà-Petroli Firenze               |  |
| Alex Turrin       | 3 juin 1992       | Italie      | Unieuro Wilier                       |  |
| Simone Velasco    | 2 décembre 1995   | Italie      | Bardiani CSF                         |  |
| Edoardo Zardini   | 2 novembre 1989   | Italie      | Bardiani CSF                         |  |
| Eugert Zhupa      | 4 avril 1990      | Albanie     | Wilier Triestina-Selle Italia        |  |

## Bilan de la saison

### Victoires
| Date         | Course                                    | Pays                | Classe | Vainqueur      |
| ------------ | ----------------------------------------- | ------------------- | ------ | -------------- |
| 21 janv.     | 7e étape de la Tropicale Amissa Bongo     | Gabon               | 2.1    | Luca Pacioni   |
| 25 janv.     | 2e étape Sharjah Tour                     | Émirats arabes unis | 2.1    | Jakub Mareczko |
| 27 janv.     | 4e étape Sharjah Tour                     | Émirats arabes unis | 2.1    | Jakub Mareczko |
| 15 mars      | 5e étape du Tour de Taïwan                | Taipei chinois      | 2.1    | Luca Pacioni   |
| 23 mars      | 6e étape du Tour de Langkawi              | Malaisie            | 2.HC   | Luca Pacioni   |
| 6 avr.       | 1re étape du Tour du Maroc                | Maroc               | 2.2    | Jakub Mareczko |
| 8 avr.       | 3e étape du Tour du Maroc                 | Maroc               | 2.2    | Jakub Mareczko |
| 10 avr.      | 5e étape du Tour du Maroc                 | Maroc               | 2.2    | Jakub Mareczko |
| 12 avr.      | 7e étape du Tour du Maroc                 | Maroc               | 2.2    | Jakub Mareczko |
| 13 avr.      | 8e étape du Tour du Maroc                 | Maroc               | 2.2    | Marco Coledan  |
| 14 avr.      | 9e étape du Tour du Maroc                 | Maroc               | 2.2    | Jakub Mareczko |
| 15 avr.      | 10e étape du Tour du Maroc                | Maroc               | 2.2    | Jakub Mareczko |
| 7 juil.      | Championnat d'Albanie du contre-la-montre | Albanie             | NC     | Eugert Zhupa   |
| 11 septembre | 4e étape du Tour de Chine I               | Chine               | 2.1    | Jacopo Mosca   |
| 23 septembre | 5e étape du Tour de Chine II              | Chine               | 2.1    | Jakub Mareczko |

### Résultats sur les courses majeures
Les tableaux suivants représentent les résultats de l'équipe dans les principales courses du calendrier international dans lesquelles l'équipe bénéficie d'une invitation (les cinq classiques majeures et les trois grands tours). Pour chaque épreuve est indiqué le meilleur coureur de l'équipe, son classement ainsi que les accessits glanés par Wilier Triestina-Selle Italia sur les courses de trois semaines.

#### Classiques
| Classique            | Milan-San Remo | Tour des Flandres | Paris-Roubaix | Liège-Bastogne-Liège | Tour de Lombardie |
| -------------------- | -------------- | ----------------- | ------------- | -------------------- | ----------------- |
| Coureur (classement) |                |                   |               |                      |                   |

#### Grands tours
| Grand tour           | Tour d'Italie | Tour de France | Tour d'Espagne |
| -------------------- | ------------- | -------------- | -------------- |
| Coureur (classement) |               |                |                |
| Accessits            | -             | -              | -              |